# (37887) 1998 FQ58
1998 FQ58 (asteroide 37887) é um asteroide da cintura principal. Possui uma excentricidade de 0.17258620 e uma inclinação de 2.24277º.
Este asteroide foi descoberto no dia 20 de março de 1998 por LINEAR em Socorro.